# Kansas City Art Institute
Le Kansas City Art Institute (KCAI) est un collège artistique américain fondé en 1885 à Kansas City, dans le Missouri.
L'Institut d'art de Kansas City est un établissement privé et indépendant où les beaux-arts et le design sont enseignés.

## Anciens élèves célèbres
- Martin Arnold
- R. H. Barlow
- Nick Cave (plasticien)
- Richard Corben
- John Steuart Curry
- Walt Disney [1]
- April Greiman
- Dennis Hopper
- Ronnie Landfield
- Louisa Matthíasdóttir
- William F. Nolan
- Theo Parrish
- Chris Pitman
- Robert Rauschenberg
- Marjorie Strider